# Třída Al-Instiqlal
Třída Al-Instiqlal je třída rychlých dělových člunů kuvajtského námořnictva postavená na základě typu FPB-57 německé loděnice Lürssen. Celkem byly postaveny dvě jednotky této třídy. Zatímco Sabhan (P5704) byl zničen během války v Zálivu na počátku 90. let, sesterská loď Instiqlal (P5702) se k roku 2008 nacházela v rezervě.

## Stavba
Obě jednotky této třídy postavila, na základě své typové řady FPB-57 (číslo značí délku trupu v metrech), německá loděnice Lürssen ve Vegesacku. Čluny Sabhan a Instiqlal byly dokončeny roku 1984.

## Konstrukce
Radary jsou typů Sea GIRAFFE 50HC, Decca 1226C a 9LV-228. Hlavňovou výzbroj tvoří jeden dvouúčelový 76mm kanón OTO Melara v dělové věži na přídi a 40mm dva kanóny Breda-Bofors v dvouhlavňové věži. Pohonný systém tvoří čtyři diesely MTU. Nejvyšší rychlost dosahuje 36 uzlů.

## Operační služba
Sabhan byl zajat Iráčany po jejich invazi do Kuvajtu. Následně jej během války v Zálivu dne 29. ledna 1991 zničily síly spojenců. Instiqlal unikl do bezpečí a zůstal ve službě i po válce.